# 広電宮島口駅
広電宮島口駅（ひろでんみやじまぐちえき）は、広島県廿日市市宮島口一丁目にある広島電鉄宮島線の駅である。駅番号はM38。
宮島線の終点であり、世界遺産・厳島神社の最寄り駅。厳島神社が鎮座する厳島（宮島）までは、駅前から連絡船（宮島航路）が就航する。フェリー乗り場については宮島口フェリー乗り場の項目を参照。

## 歴史
当駅は1931年（昭和6年）、広島電鉄の前身である広島瓦斯電軌が宮島線の新宮島駅（廃止済み）から当駅までの区間を延伸させたのに合わせて開業した。この延伸を以て、己斐町駅から順次伸びてきた宮島線は全線開通を果たしている。開業当時の駅名は電車宮島駅（でんしゃみやじまえき）で、これは宮島線と連帯運輸を行う鉄道省（国有鉄道）の宮島駅と区別するための命名であった。当駅が開業した時には既に鉄道省が宮島口から宮島までの連絡航路（宮島連絡船）を就航させていたため、宮島線はこれに連絡し、それまで広島瓦斯電軌が運航していた新宮島駅前から宮島までの連絡航路はこの際に廃止された。
宮島線は全線複線で開通したが、太平洋戦争下の1944年（昭和19年）に当駅から電車廿日市駅までの区間は一度下り線が撤去され、単線に変更されている。これは当時広島市内で建設中であった皆実線のレールを資材不足の中で確保するためで、利用者が比較的僅少だったこの区間のレールが流用されたのである。その後、この区間は戦後の1950年（昭和25年）に複線に戻っている。
駅名は1961年（昭和36年）に広電宮島駅（ひろでんみやじまえき）に改称。国鉄の駅は1942年（昭和17年）に宮島駅から宮島口駅へ改称しており、当駅も2001年（平成13年）に広電宮島口駅へと改称された。

### 年表
- 1931年（昭和6年）2月1日：新宮島 - 当駅間の延伸、宮島線の全通に伴い電車宮島駅として開業[2]。駅舎が設けられる[9]。
- 1944年（昭和19年）7月21日：宮島線の電車廿日市駅 - 当駅間の線路が複線から単線に変更[2]。
- 1950年（昭和25年）7月24日：電車廿日市駅 - 当駅間の線路が複線に戻される[2]。
- 1961年（昭和36年）6月1日：広電宮島駅に改称[2]。
- 1983年（昭和58年）6月24日：低床ホームの4番乗り場を新設[10]（のちに廃止）。
- 1994年（平成6年）7月20日：駅舎を改築[11]。
- 1996年（平成8年）10月：駅番号を付与[12]。
- 2001年（平成13年）11月1日：広電宮島口駅に改称[2]。
- 2021年（令和3年）6月ごろ：1番線に接続する留置線の使用を停止。
- 2022年（令和4年）7月2日：鉄道駅がフェリーターミナル隣接地へ移転開業[13]し、係員による集札が廃止される[14]。
- 2025年（令和7年）8月3日：駅番号を「M38」へ変更[15]。

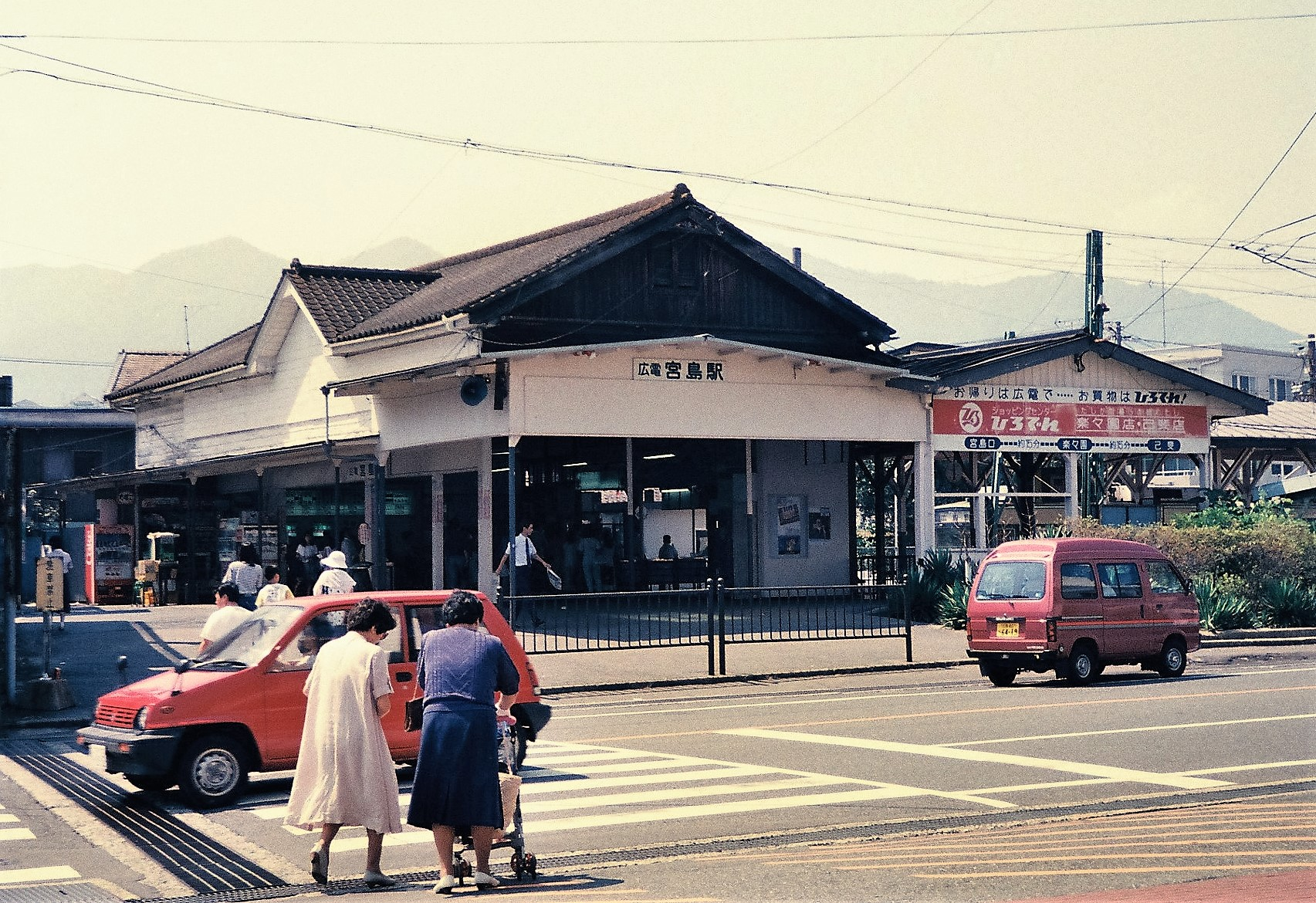
1994年までの改築・改称前の駅舎（1988年8月）
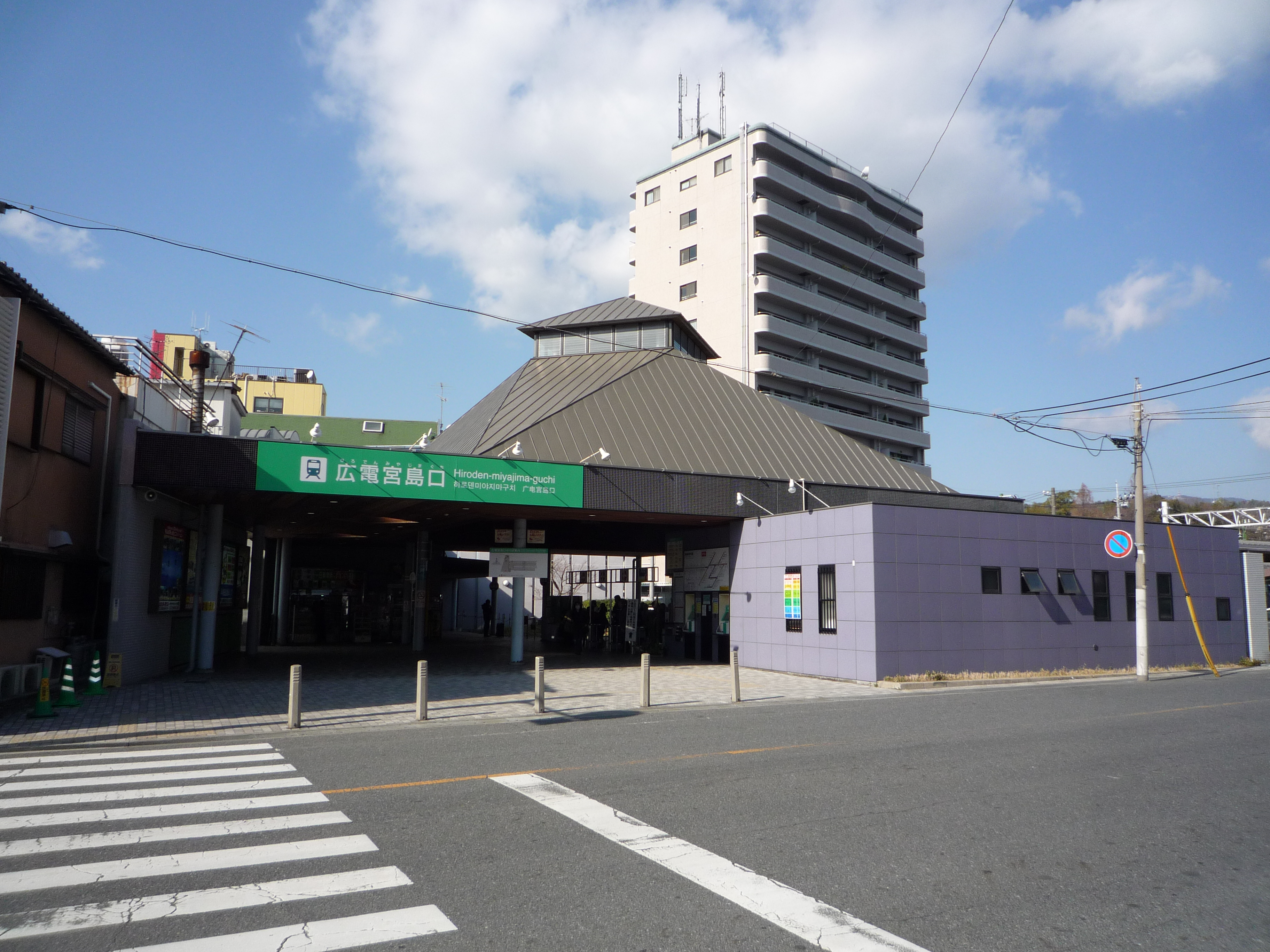
2022年までの移転前の駅舎（2011年1月）

## 駅構造
2022年7月2日に飲食・物産館「宮島口もみじ本陣」跡地（2019年に閉店）に移設開業した頭端式ホーム4面4線の地上駅で、6本の乗り場は海側（東側）からアルファベット表記（A-F）となっている。A/BホームとE/Fのりばは同じ1本の線路を両側から挟む形になっており、最も海側の線路に入線した電車は、Aを降車専用ホーム、Bを乗車専用ホームとして乗降分離を行っている。最も海から遠い側の線路に入線した電車は、乗車・降車ともにEホームを使用しており、Fホームは基本的には使用されない。駅の正面は南側で、駅に入線する手前には留置線があり、当駅から宮島ボートレース場駅にかけて本線の海側に1本、山側に2本の計3本が並行している。ホームの上屋は広島港（宇品）停留場や広電西広島（己斐）駅と同様に、巨大な屋根で全ホームを覆う形が採られている。駅の移設に際して、旧駅時代にあった改札口と自動券売機は廃止され、駅で行ってきた集札業務も共に廃止されているが、無人駅化したわけではなく、山側に駅事務室は存在しており、運行管理業務、運賃箱の交換業務、乗車客への案内業務などが行われている。なお、トイレはAホームに隣接して設置されている。
| のりば | 路線 | 行先・方向               | 備考              |
| ------ | ---- | ------------------------ | ----------------- |
| A      |      | 降車専用ホーム           |                   |
| B - E  |      | 五日市・西広島・広島方面 | Bホームは乗車専用 |
| F      |      | （基本的に使用せず）     |                   |

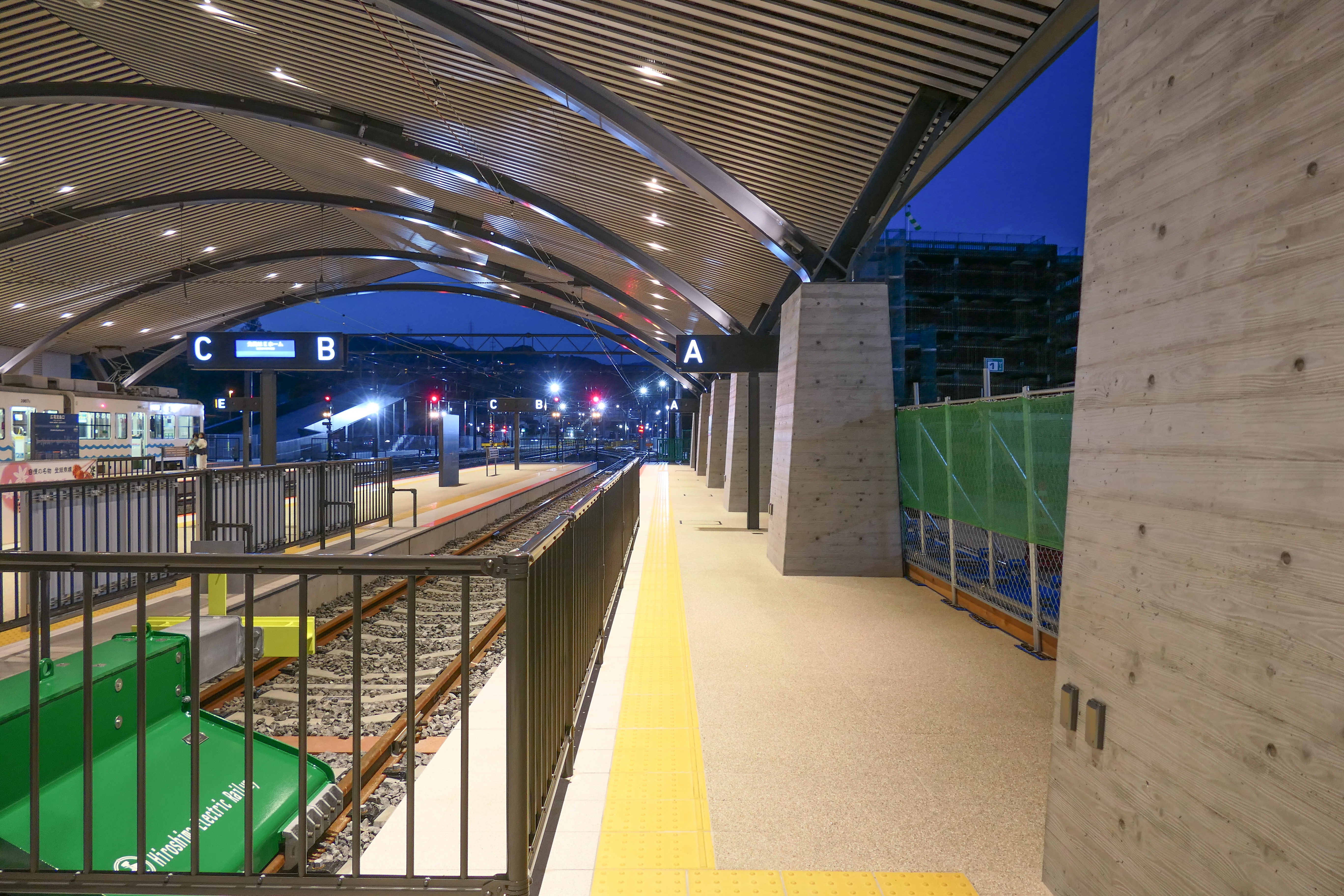
Aホーム（降車専用ホーム）
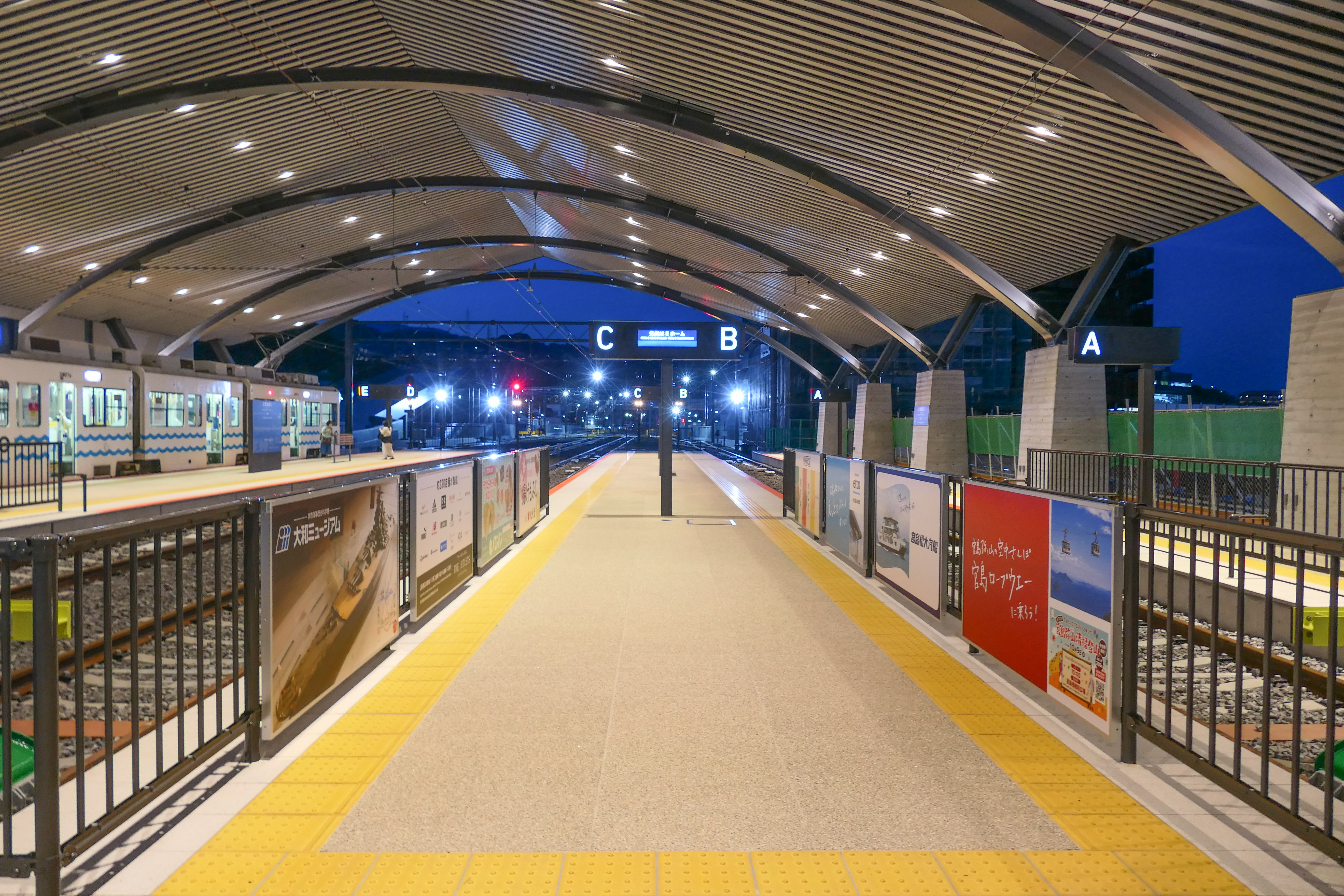
B・Cホーム
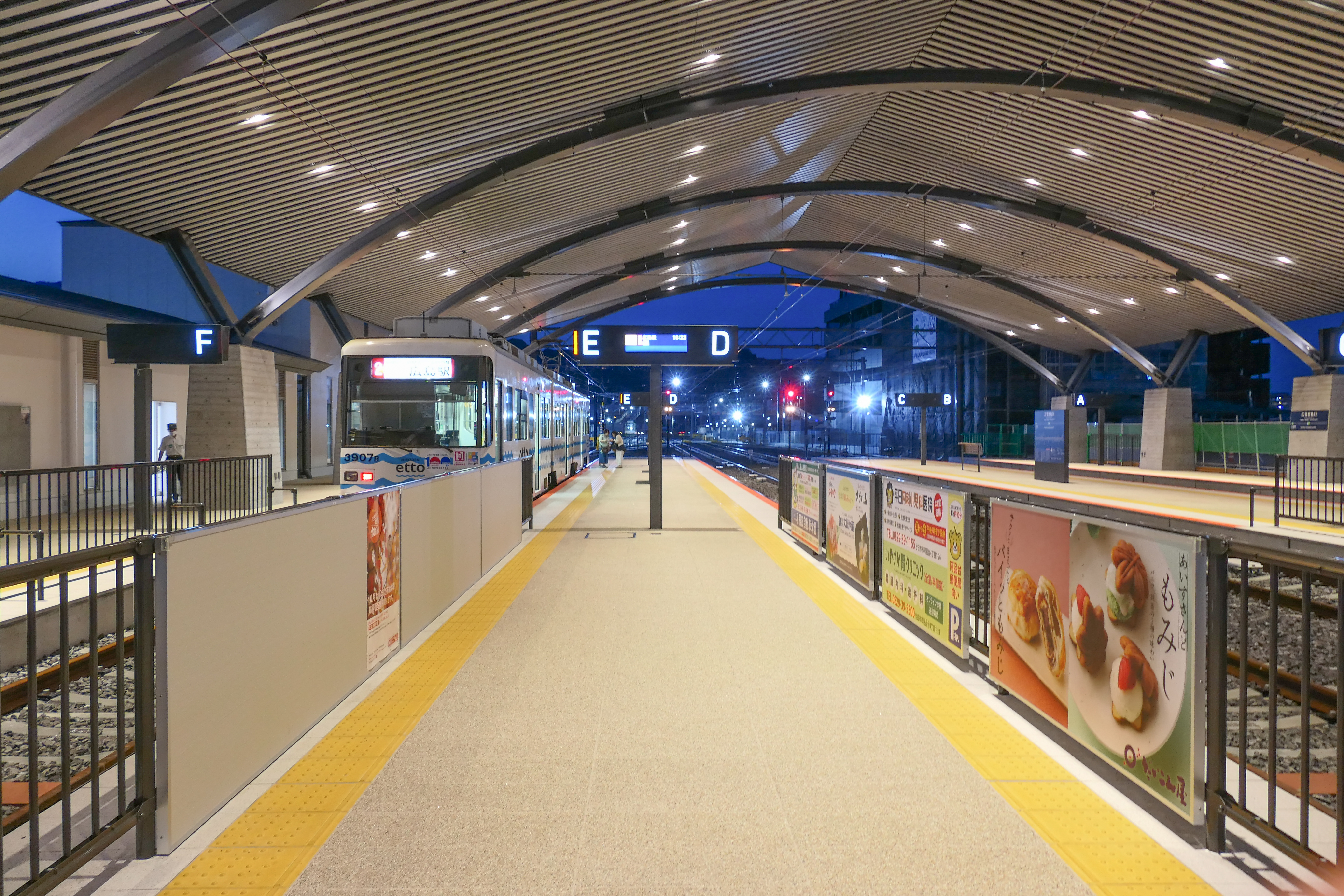
D・Eホーム
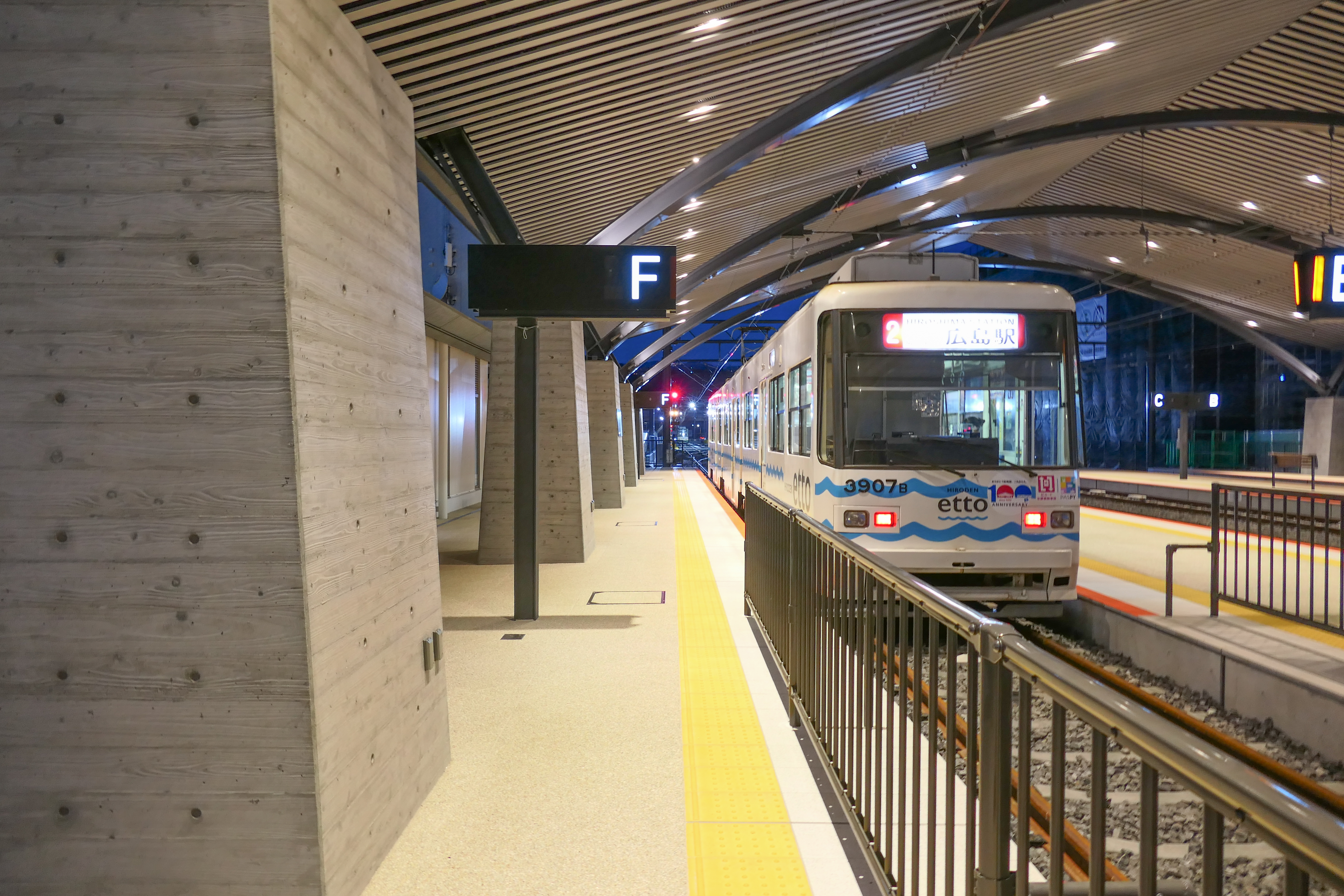
Fホーム

### 旧駅時代
頭端式ホーム2面3線の地上駅。この他に、かつて当駅に併設されていた車両基地（宮島口車庫）の名残だった留置線があり、新駅開業後と同様に当駅から宮島ボートレース場駅の下りホームにかけて本線の海側に1本、山側に2本の計3本が並行していた。車両基地では1982年（昭和57年）7月にドラマ『西部警察 PART-II』の日本全国縦断ロケが行われ、テロリストによる電車の爆破シーンが750形766号を用いて撮影された。
乗り場は海側から1・2・3番乗り場となっていた。宮島線専用の鉄道車両が在籍した時期は3番乗り場が高床の鉄道車両に対応した高床ホームで2番乗り場が広島市内の軌道線に直通する車両に対応した低床ホームとなっており、2・3番乗り場の間はホームの床面が傾斜していた。1番乗り場は単行運転車用で、駅舎寄りが高床ホーム、広電西広島（己斐）駅寄りが低床ホームとなっていた。1983年からしばらくの間は、3番乗り場の線路を挟んで反対側に、低床ホームの4番乗り場が設けられていたこともあった。その後、宮島線専用車が全廃されるまでの間に3番乗り場のホームが低床化され、逆に4番乗り場のホームを嵩上げして高床車用とするなどの変化があった。また1番乗り場は長らく上屋がなかったが、駅舎の建て替え時に2・3番乗り場の改装と併せて設置されている。
旧駅時代は東側が駅の正面で、正面奥には広島電鉄の鉄軌道線において唯一となる自動券売機が、正面右手には常設の改札口が設置されており、窓口（宮島口営業センター）とトイレもあった（なお券売機は駅舎の建て替え時に改札口の東隣に移転し、正面奥にも出入り口が設けられた）。なお営業末期には改札口に運賃箱が設置されており、ここで運賃精算を行う形だった。2019年5月12日までは売店が営業しており、売店の跡地に宮島口営業センターが開設された。当駅に7:00 - 20:00の間に到着する電車に関しては、電車の車内の運賃箱を使用せずに改札で運賃の支払いを行い、その他の時間帯は他の駅・停留場同様に電車の車内の運賃箱を使用する形だった。駅舎は1931年の開業以来のものが長らく使われてきたが、広島でのアジア競技大会開催を控えた1994年7月に建て替えられ、老朽化が進んでいた駅舎は宮島の玄関口として装いを改めている。この建て替えを記念して、広島電鉄では宮島の名産品であるしゃもじつきの乗車券が販売された。
| 乗り場 | 路線 | 行先                     |
| ------ | ---- | ------------------------ |
| 1 - 3  |      | 五日市・西広島・広島方面 |

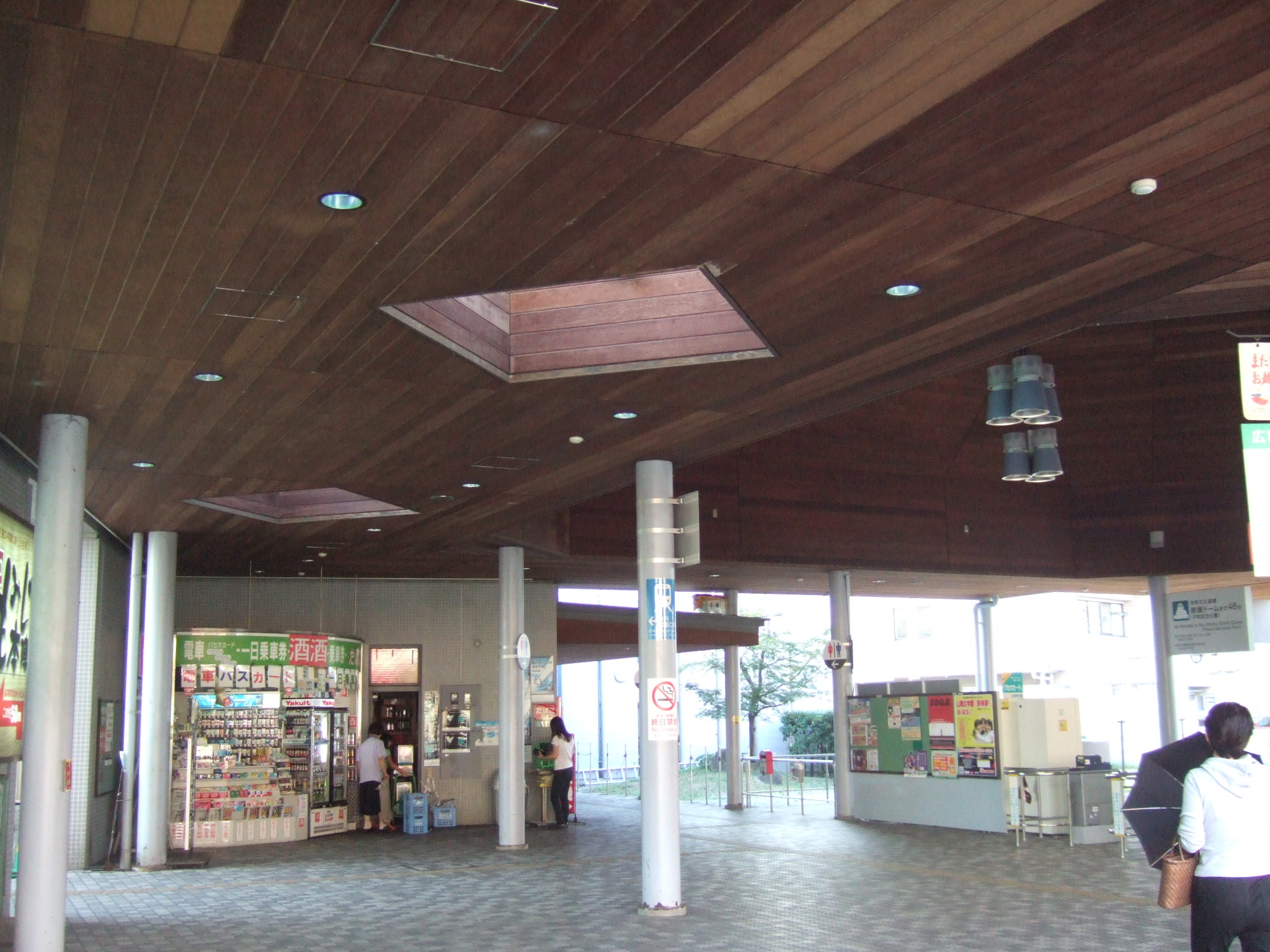
旧駅コンコース
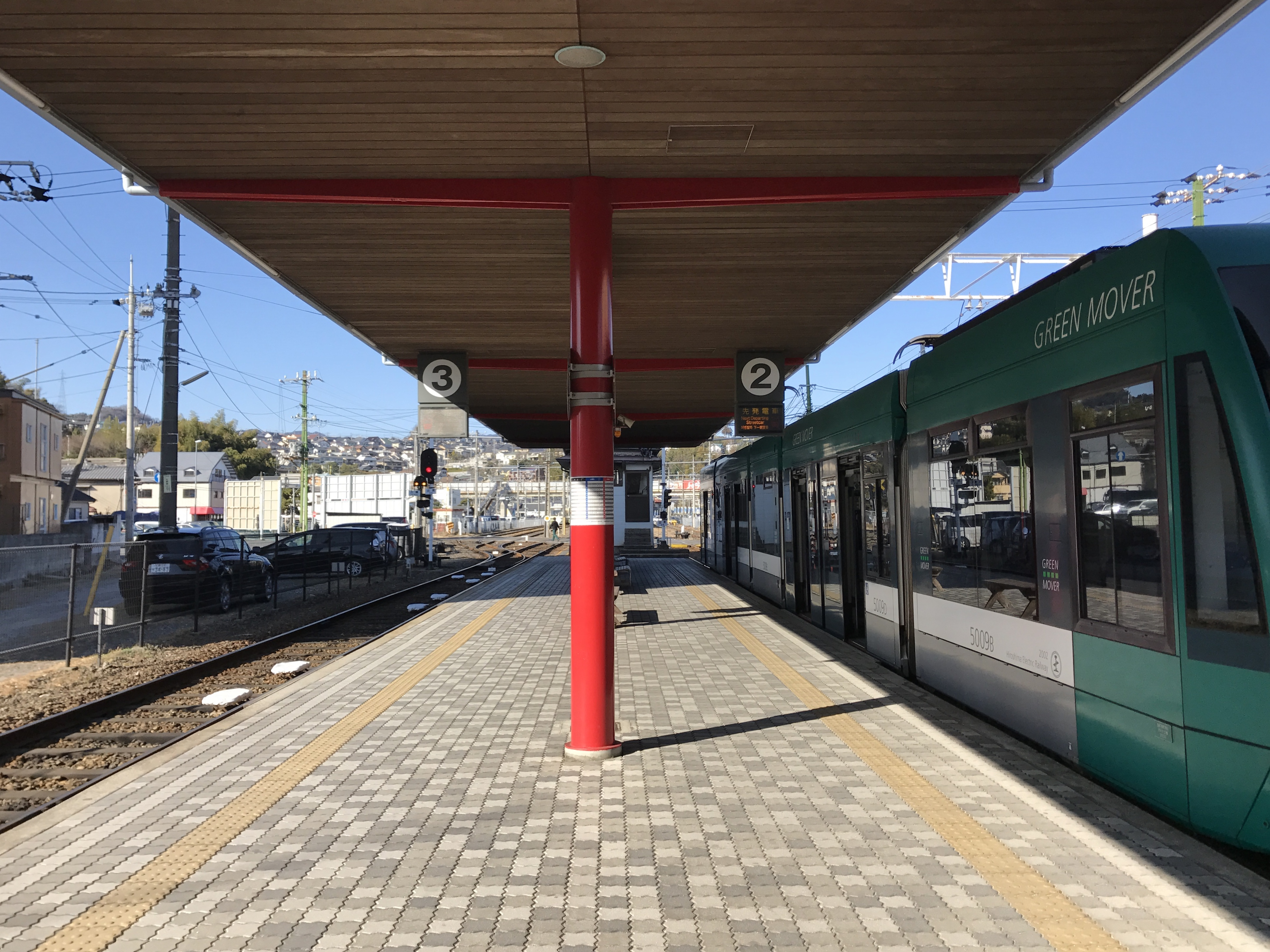
旧ホーム
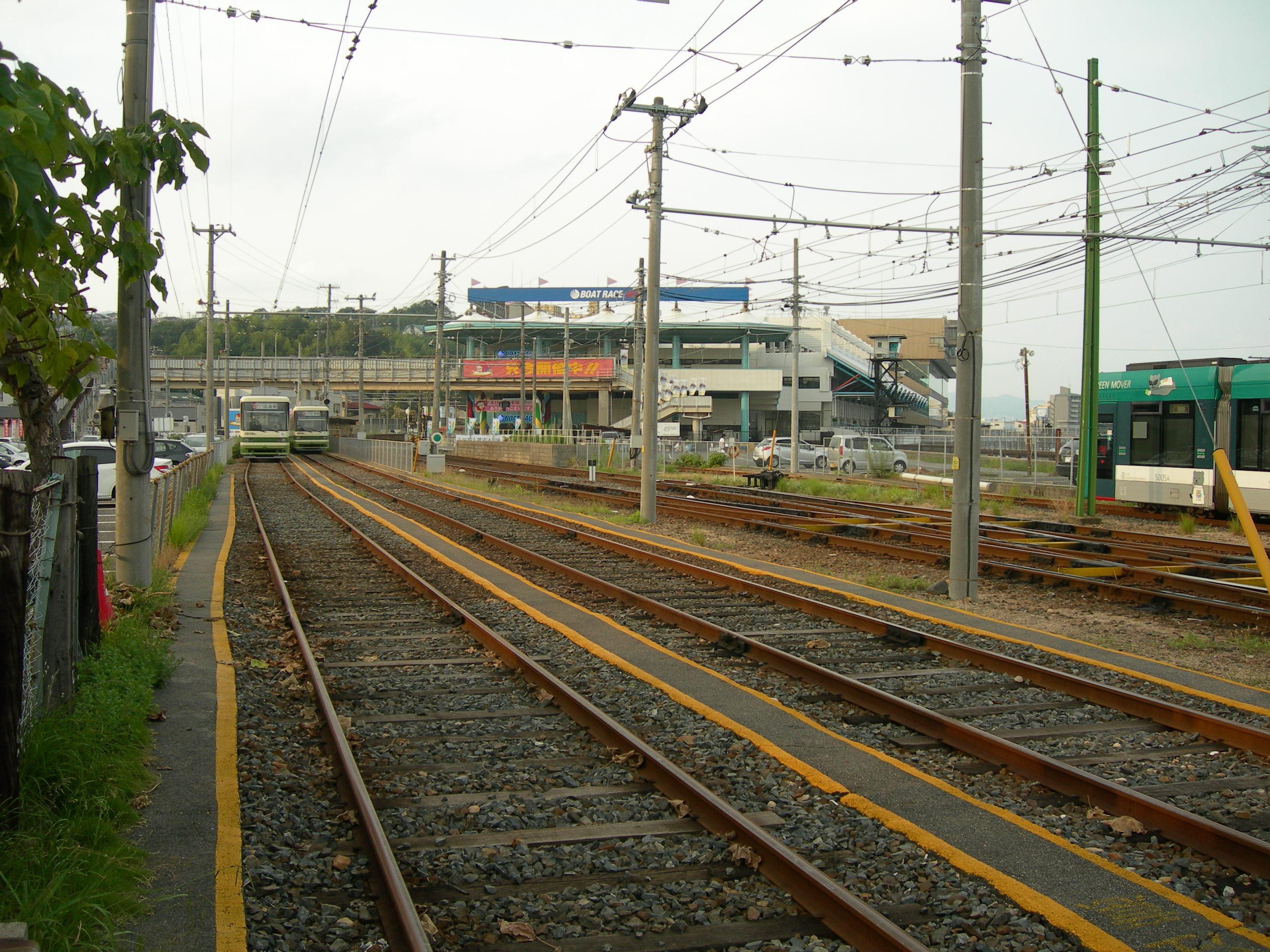
旧駅構内にあった留置線

## 利用状況
「廿日市市統計書」または「移動等円滑化取組報告書（鉄道駅）」によると、1日平均乗降人員は以下の通りである。
| 年度                | 1日平均 乗降人員 |
| ------------------- | ---------------- |
| 1998年（平成10年）  | 5,702            |
| 1999年（平成11年）  | 4,726            |
| 2000年（平成12年）  | 5,142            |
| 2001年（平成13年）  | 4,910            |
| 2002年（平成14年）  | 4,846            |
| 2003年（平成15年）  | 4,828            |
| 2004年（平成16年）  | 4,637            |
| 2005年（平成17年）  | 4,832            |
| 2006年（平成18年）  | 4,976            |
| 2007年（平成19年）  | 5,328            |
| 2008年（平成20年）  | 5,627            |
| 2009年（平成21年）  | 5,427            |
| 2010年（平成22年）  | 4,948            |
| 2011年（平成23年）  | 5,218            |
| 2012年（平成24年）  | 5,408            |
| 2013年（平成25年）  | 5,339            |
| 2014年（平成26年）  | 5,336            |
| 2015年（平成27年）  | 5,434            |
| 2016年（平成28年）  | 5,860            |
| 2017年（平成29年）  | 6,009            |
| 2018年（平成30年）  | 6,312            |
| 2019年（令和 元年） | 6,349            |
| 2020年（令和02年）  | 3,839            |
| 2021年（令和03年）  | 3,991            |
| 2022年（令和04年）  | 5,338            |
| 2023年（令和05年）  | 6,234            |
| 2024年（令和06年）  | 5,536            |

## 駅周辺
駅のある廿日市市宮島口地区は、大野瀬戸（瀬戸内海）を挟んで宮島と相対する場所にあり、前後を海と山に挟まれ平地は少ない。その狭隘な平地に当駅のほか西日本旅客鉄道（JR西日本）山陽本線の宮島口駅、広島松大汽船の宮島口桟橋、JR西日本宮島フェリー宮島連絡船の宮島口桟橋が立地し、宮島への玄関口として交通結節点を形成している。JRの宮島口駅は地区を横断する国道2号（宮島街道）を挟んで山側にあり、海側にある当駅のほうが桟橋に近い。
宮島口地区は1930年（昭和5年）ころと1963年（昭和38年）の2度にわたって埋め立て工事が実施されてきた。かつては当駅のすぐそばまで海が迫り、夏期には納涼場が設けられたこともある。埋め立てが進行した駅前には広島県道43号厳島公園線のロータリー（通称「しゃもじロータリー」）が通り、ロータリーを囲むようにみやげ物店やホテル・旅館が立ち並ぶ。
当駅の手前にある宮島線の踏切は長らく「開かずの踏切」であり、観光シーズンになると国道から海側にある駐車場へ向かう大型バスの流れが踏切によって妨げられ、渋滞が発生していた。廿日市市が2016年に発表した「宮島口地区まちづくりグランドデザイン」でも、まちづくり施策のひとつに交通円滑化が掲げられ、渋滞の解消を課題としていた。グランドデザインの中では当駅に関しても、駅および線路の移設や駅周辺に「広電ガーデン」エリアを創出することなどが構想されていた。「駅構造」欄に記載のように、2022年7月に駅の移転が完了したため、今後は、広島県の厳島港宮島口地区港湾整備事業により、旧駅の解体撤去後、跡地を利用して宮島街道から宮島口桟橋に向かうアクセス道路の移設整備が行われ、前述の開かずの踏切も解消される予定。

### バス路線
- おおのハートバス（ささき観光）
  - 下り　大野支所前行、鳴川行
  - 上り　広電阿品駅行
- 広島空港アクセス路線 広島空港⇔宮島口線（ひろでんモビリティサービス）

## 隣の駅
広島電鉄
■宮島線
広電阿品駅 (M37) - （臨）宮島ボートレース場駅 - 広電宮島口駅 (M38)